# Postgeschichte und Briefmarken von Campione d’Italia
Die Postgeschichte von Campione d’Italia befasst sich mit der kleinen italienischen Exklave Campione d’Italia im Schweizer Kanton Tessin. Auf Grund seiner besonderen Geschichte und Lage gab der Ort mehrere Jahre lang eigene Briefmarken aus und bildet damit ein eigenes philatelistisches Sammelgebiet. Dieses ist vor allem bei Schweizer und italienischen Philatelisten beliebt. In Briefmarkenkatalogen wird Campione d’Italia oft als eigenständiges Land behandelt.

## Frühe Entwicklung
Nachdem das Tessin der Schweiz 1798 beitrat, verblieb Campione auf Wunsch der Bewohner bei der Lombardei. Durch die napoleonischen Kriege fiel dadurch der Ort zunächst in französische, später in österreichische Hand. Ein eigenes Postamt wurde zunächst noch nicht in Campione eingerichtet. Erst nach dem Verlust der Lombardei von Österreich im Jahre 1859 kam es zu Italien, das es mit dem eigenen Postsystem verband. Der Postverkehr mit der Schweiz wurde bereits damals in Zusammenarbeit mit der Schweizer Post durchgeführt. Drehscheibe hierfür war die Schweizer Stadt Lugano.
Während des Zweiten Weltkrieges konnte Campione d’Italia allerdings nicht mehr mit italienischen Marken versorgt werden. Schließlich wurde dem Ort gestattet, eigene Briefmarken auszugeben, da man nicht wollte, dass in Italien Schweizer Briefmarken verwendet werden. Die Briefmarkenausgaben waren als Übergangsmarken gedacht, ehe sich die italienische Post in der Lage sah, wieder einen regelmäßigen Postverkehr durchzuführen. Die Briefmarken durften auf Grund dessen nur im Ort selbst und für Briefe in die neutrale Schweiz verwendet werden.

## Die Briefmarkenausgaben
Die erste Briefmarkenausgabe von Campione d’Italia wurde am 20. Mai 1944 ausgegeben. Hergestellt wurde diese im Buchdruck auf gestrichenem Papier von der Druckerei Orell Füssli aus Zürich. Die fünf Werte zu 0.05, 0.10, 0.20, 0.30 und einem Franco zeigten als gemeinsames Motiv das Gemeindewappen von Campione d’Italia. Darüber stand zu lesen R. R. Poste Italiane, sowie darunter Comune di Campione. Diese Inschrift und die italienische Wertangabe des Franken sollten verdeutlichten, dass es sich um Ausgaben der italienischen Post handeln sollte. Insgesamt wurde jeder Wert zwischen 45'000 und 115'000 Mal ausgegeben. Diese hohen Auflagezahlen erklären sich durch das große damalige philatelistische Interesse an diesen Ausgaben.
Aus diesem Grund wurde bereits am 7. September 1944 eine weitere Briefmarkenausgabe verausgabt. Diese war viel aufwändiger gestaltet als ihre Vorgängerin. Die im Rastertiefdruck hergestellten Marken zeigten insgesamt sieben Landschaftsansichten des Ortes und des Luganersees, aber auch Sehenswürdigkeiten Italiens, wie beispielsweise von Verona und Modena. Man verstand es, die große philatelistische Aufmerksamkeit dieser Briefmarkenausgaben von Campione d’Italia zu nutzen. Die Inschriften blieben unverändert, die Werte zu 0.40 und 0.60 Franco wurden hinzugefügt.

## Das internationale Abkommen von 1957
Die Briefmarkenausgaben von Campione d’Italia verloren mit dem 1. Juni 1952 wieder ihre Gültigkeit. Eine postalische Notwendigkeit war nicht mehr vorhanden. Es wurden wiederum italienische, aber auch Schweizer Freimarken vom italienischen Postamt in Campione d’Italia ausgegeben. Briefe in die Schweiz konnten zwar mit diesen Schweizer Freimarken frankiert werden, durften allerdings nicht mit dem italienischen Poststempel von Campione d’Italia entwertet werden. Dies geschah erst beim Postamt in Lugano mit dem Schweizer Poststempel Lugano I.
Mit dem internationalen Abkommen Reglement über den Postdienst in der Gemeinde Campione d’Italia (Regolamento del servizio postale nel Comune di Campione d’Italia) zwischen der Schweiz und Italien vom 26. Oktober 1956 wurde eine Ausgabe Schweizer Briefmarken auf dem italienischen Gebiet gänzlich untersagt. Seit dem Inkrafttreten am 1. März 1957 können in Campione d’Italia nur noch italienische Briefmarken verwendet werden.

## Einbeziehung der Gemeinde Campione d’Italia in das Zollgebiet der EU
Am 1. Januar 2020 wechselte Campione d’Italia zum Zollgebiet der Union. Bis Ende 2019 war der Ort de facto Teil des Schweizer Zollgebiets und hatte sowohl eine schweizerische Postleitzahl mit CH-6911 Campione als auch eine italienische mit I-22061 Campione d’Italia. Die Schweizerische Postleitzahl ist damit obsolet geworden.